# Вашингтон (окръг, Охайо)
Вижте пояснителната страница за други населени места с името Вашингтон.
Окръг Вашингтон (на английски: Washington County) е окръг в щата Охайо, Съединени американски щати. Площта му е 1658 km², а населението - 63 251 души (2000). Административен център е град Мариета.